# 愛媛県道138号新居浜土居線
愛媛県道138号新居浜土居線（えひめけんどう138ごう にいはまどいせん）は、愛媛県新居浜市から四国中央市に至る一般県道である。

## 概要
新居浜市阿島2丁目から四国中央市土居町上野に至る。

### 路線データ
- 起点：新居浜市阿島2丁目（愛媛県道13号壬生川新居浜野田線交点）
- 終点：四国中央市土居町上野（上野交差点、国道11号交点）
- 総延長：約5.6 km

## 路線状況

### 道路施設

#### 橋梁
- 大境橋（阿島川、新居浜市 - 四国中央市）
- 山中橋（阿島川、四国中央市）
- 北野橋（関川、四国中央市）
- 地蔵橋（地蔵谷川、四国中央市）

## 地理

### 通過する自治体
- 新居浜市
- 四国中央市

### 交差する道路
| 交差する道路                   | 市町村名   | 交差する場所 | 交差する場所      |
| ------------------------------ | ---------- | ------------ | ----------------- |
| 愛媛県道13号壬生川新居浜野田線 | 新居浜市   | 阿島2丁目    | 起点              |
| 国道11号 国道192号 重複        | 四国中央市 | 土居町上野   | 上野交差点 / 終点 |

### 交差する鉄道
- 予讃線

### 沿線
- 新居浜市立多喜浜小学校
- 四国中央市立関川小学校